# همدان (الرضمة)

تعديل مصدري - تعديل

همدان هي إحدى قرى عزلة كحلان بمديرية الرضمة التابعة لمحافظة إب، بلغ تعداد سكانها 203 نسمة حسب تعداد اليمن لعام 2004.